# سماء منتصف الليل
سماء منتصف الليل (بالإنجليزية: The Midnight Sky)‏ هو فيلم خيال علمي أمريكي صدر عام 2020 من إخراج وبطولة جورج كلوني ويشارك في الفيلم أيضاً فيليسيتي جونز،ديفيد أويلو،تيفاني بون،ديميان بيشير وكايل تشاندلر.